# جیمز آر. آرنولد
جیمز آر. آرنولد (انگلیسی: James R. Arnold؛ زاده ۵ مهٔ ۱۹۲۳ درگذشته ۶ ژانویهٔ ۲۰۱۲) یک شیمی‌دان در زمینه کیهان‌شیمی بود.